# Тигода (селище при залізничній станції)
Тигода (рос. Тигода) — селище залізничної станції у Кіриському районі Ленінградської області Російської Федерації.
Населення становить 1 особу. Належить до муніципального утворення Кусінське сільське поселення.

## Історія
Згідно із законом від 1 вересня 2004 року № 49-оз органом  місцевого самоврядування є Кусінське сільське поселення.

## Населення
| 1997 | 2002 | 2007 | 2010 | 2017 |
| ---- | ---- | ---- | ---- | ---- |
| 15   | ↗16  | ↘15  | ↘12  | ↘1   |